# イルマ・イナシヴィリ
イルマ・イナシヴィリ（グルジア語: ირმა ინაშვილი、グルジア語ラテン翻字: Irma Inashvili、1970年7月6日 – ）は、ジョージアの政治家、ジャーナリスト。ジョージア愛国者連合総書記、ジョージア国会副議長を務めた。

## 生涯
イルマ・イナシヴィリは1970年7月6日にトビリシで誕生。ボルジョミの高校で教育を受け、トビリシ国立大学でテレビおよびラジオのジャーナリズムを学んだ。1993年から2005年まで第1チャンネルでディレクターとして勤務。ジョージア国内において、ソビエト連邦の崩壊後の独立に続く内戦を取材した。アブハジア紛争では現場特派員を務め、世界的に有名な幹部を多数撮影した。この貢献が評価され、イナシヴィリには退役軍人の地位を授与された
2005年、反政府の報道メディア連合「オビエクティヴィ」（ობიექტივი、「客観的」の意）を共同設立し、テレビ番組の収録や新聞の発行を主たる活動とした。2006年から2009年までは放送免許の更新を却下され、オンラインでの番組配信を余儀なくされたが、後に放送免許を再取得した。イナシヴィリは「オビエクティヴィ」において、編集長（2003年–2010年）および番組ディレクター（2010年–2012年）を務めた。2010年、イナシヴィリはミヘイル・サアカシヴィリ大統領に対する抗議運動に関与。
イナシヴィリはサアカシヴィリ政権下における囚人虐待に関する報道に大きく関与した。イナシヴィリは2012年、トビリシのグルダニ刑務所における囚人への虐待映像を入手、2012年9月18日に映像を公開し、ジョージアの全国放送で繰り返し放送された。映像はロイターを通じて全世界にも展開され、2012年10月1日に行われた国会議員選挙における統一国民運動の敗北につながった。この活動により、2013年にはノーベル平和賞の候補にも挙げられた。
その後、イナシヴィリは「オビエクティヴィ」を離れ政界に参入。2012年にジョージア愛国者連合を共同設立し、2013年から2014年まで広報局長。2014年、総書記に就任。イナシヴィリは2016年の国会議員選挙で当選。国会副議長、人権市民統合委員（2016年11月18日–2018年5月21日）、国家憲法委員（2018年5月14日–）を歴任。

## 栄誉
- ジョージア名誉ジャーナリスト
- ニコ・ニコラズ賞
- アブハジア戦争（英語版）退役軍人
- ジャーナリスト賞「金の翼」
- プロフェッショナルの献身に対するギオルギ・サアカゼ章
- プロフェッショナルの勇気に対するエクヴティメ・タカイシヴィリ勲章